# مملكة صربيا
مملكة صربيا (بالصربية: Краљевина Србија) هي بلدٌ سابق في البلقان، أنشأها حاكم إمارة صربيا، ميلان الأول، عندما نصب نفسه ملكًا عام 1882.
منذ عام 1817، حكمت سلالة أوبرينوفيتش إمارة صربيا (حلّت مكانها سلالة كاراجورجيفيتش لفترة قصيرة). كانت الإمارة ولاية تابعة للإمبراطورية العثمانية، لكنها حققت استقلالها بحكم الواقع عندما غادرت الجيوش العثمانية بلغراد عام 1867. اعترف مجلس برلين بالاستقلال الرسمي لإمارة صربيا عام 1878، وأصبحت مديريات نيشافا وبيروت وتوبليتسا وفرانيي ضمن منطقة الجزء الجنوبي لصربيا.
في عام 1882، ارتقت صربيا لمنزلة مملكة، وحافظت على سياستها الخارجية المتقاربة مع إمبراطورية النمسا–المجر. بين عامي 1912 و1913، تعاظمت حدود صربيا بشكل كبير جراء انخراطها في حربي البلقان الأولى والثانية –فألحقت إقليم السنجق وولاية كوسوفو وفاردار مقدونيا. في نهاية الحرب العالمية الأولى عام 1918، اتحدت صربيا مع فويفودينا ومملكة الجبل الأسود (مونتينيغرو)، وفي شهر ديسمبر من عام 1918، اندمجت مع دولة السلوفينيين والكروات والصرب الناشئة حديثًا لتأسيس مملكة الصرب والكروات والسلوفينيين (عُرفت لاحقًا بمملكة يوغوسلافيا) تحت حكم سلالة كاراجورجيفيتش الصربية.

## إمارة صربيا
كانت إمارة صربيا دولة في البلقان، ونشأت جراء الثورة الصربية التي استمرت منذ عام 1804 وحتى عام 1817. على الرغم من القمع الوحشي والعمليات الانتقامية من طرف السلطات العثمانية، نجح قائدا الثورة، كاراجورجي في البداية ثم ميلوش أوبرينوفيتش، في تحقيق هدفهما المتمثل بتحرير صربيا بعد قرونٍ من الحكم العثماني.
في البداية، ضمت إمارة صربيا الأراضي التابعة سابقًا لسنجق سميديريفو، لكن بين عامي 1831 و1833، توسعت إمارة صربيا نحو الشرق والجنوب والغرب. في عام 1867، غادر الجيش العثماني الإمارة، ما أمّن استقلالها الذاتي بحكم الواقع. توسعت صربيا أكثر نحو الجنوب الشرقي عام 1878، وحازت على الاعتراف بالاستقلال الكامل من طرف مجلس برلين. في عام 1882، رُفعت مرتبة إمارة صربيا لتصبح مملكة.

## الحرب الصربية البلغارية عام 1885
اندلعت الحرب الصربية البلغارية في الرابع عشر من شهر نوفمبر عام 1885، واستمرت حتى الثامن والعشرين من شهر نوفمبر في العام ذاته. انتهت الحرب بهزيمة صربيا، وفشلت الأخيرة في الاستيلاء على منطقة سيلفنيتسا. استطاع البلغار طرد الصرب بنجاح بعد انتصارهم الساحق في معركة سيلفنيتسا، وتقدمهم نحو الحدود الصربية والاستيلاء على بيروت وتمهيد الطريق للزحف نحو نيش.
عندما أعلنت إمبراطورية النمسا–المجر نيتها خوض الحرب إلى جانب صربيا، انسحبت بلغاريا من الأراضي الصربية تاركة الحدود الفاصلة بين البلدين كما كانت قبل الحرب. وقع الطرفان معاهدة سلام في التاسع عشر من شهر فبراير عام 1886 في بوخاريست. جراء الحرب، اعترفت القوى الأوروبية بعملية توحيد بلغاريا التي جرت في السادس من شهر سبتمبر عام 1885.

## السياسة
في عام 1888، وصل الحزب الراديكالي الشعبي بقيادة سافا غرويتش ونيكولا باشتش إلى السلطة، وطرح دستورًا جديدًا قائمًا على دستور بلجيكا الليبرالي. كانت خسارة الحرب وانتصار الحزب الراديكالي الساحق في الانتخابات من الأسباب التي دفعت الملك ميلان الأول للتخلي عن العرش عام 1889. استعاد ابنه ألكسندر الأول العرش عام 1893، وألغى الدستور عام 1894.

## انقلاب مايو عام 1903
اغتُيل الملك ألكسندر الأول وزوجته المكروهة، الملكة دراغا، داخل قصرهم الملكي في بلغراد في الليلة الواقعة بين 28 و29 شهر مايو عام 1903. أُطلق النار أيضًا على ممثلي عائلة أوبرينوفيتش أيضًا. أدت هذه العملية إلى اندثار سلالة أوبرينوفيتش، وهي التي حكمت صربيا منذ عام 1817.

## بيتر الأول
عقب انقلاب مايو، دعت جمعية التشاور الصربية «شكوبشتينا» بيتر كاراجورجيفيتش لاعتلاء عرش صربيا، ليصبح بيتر الأول ملك صربيا. تأسست ملكية دستورية في البلاد، بالإضافة إلى جمعية اليد السوداء العسكرية التي عملت في الخفاء. انتهت العلاقات الجيدة بين صربيا وإمبراطورية النمسا–المجر، فاعتمدت السلالة الجديدة على دعم الإمبراطورية الروسية والتعاون المشترك مع مملكة بلغاريا.
في شهر أبريل من عام 1904، وقعت صربيا معاهدة الصداقة مع بلغاريا، ووقعت في شهر يونيو عام 1905 اتحادًا عرفيًا مع بلغاريا. ردًا على ذلك، فرضت إمبراطورية النمسا–المجر حربًا جمركية بين عامي 1906 و1909. عقب انتخابات عام 1906، وصل الحزب الراديكالي الشعبي إلى السلطة. في عام 1908، ضمت إمبراطورية النمسا–المجر البوسنة إلى أراضيها، وهي المنطقة التي سعت صربيا إلى ضمها وتوسيع حدودها.

## الأزمة البوسنية
اندلعت الأزمة البوسنية بين عامي 1908 و1909 (يُشار إليها أيضًا بـأزمة الإلحاق) واستحوذت على اهتمام الرأي العام عندما أعلنت مملكة بلغاريا استقلالها الكامل عن الإمبراطورية العثمانية في الخامس من شهر أكتوبر عام 1908، وعندما أعلنت إمبراطورية النمسا–المجر ضم البوسنة والهرسك في السادس من شهر أكتوبر عام 1908، والتي استوطنها السلافيون الجنوبيون بشكل رئيس في تلك الفترة.
كان للإمبراطورية النمساوية–المجرية طموحات توسعية إمبريالية، فكانت البلقان بالنسبة للإمبراطورية النمساوية المجرية مثل آسيا أو أفريقيا بالنسبة للقوى الاستعمارية الأخرى. عارض عامة الشعب الصربي بشدة هذه الفكرة، وكذلك المثقفون الذين تجمعوا حول صحيفة «النشرة الأدبية الصربية».
جذبت تلك الأحداث اهتمام الإمبراطورية الروسية والإمبراطورية العثمانية وبريطانيا ومملكة إيطاليا وصربيا وإمارة مونتينيغرو والإمبراطورية الألمانية وفرنسا. في شهر أبريل من عام 1909، عُدلت معاهدة برلين من عام 1878 لقبول الوضع الراهن الجديد وحلّ الأزمة. دمرت الأزمة، وبشكل دائم، العلاقات بين الإمبراطورية النمساوية المجرية من جهة، والإمبراطورية الروسية وصربيا من جهة أخرى. كان ضم البوسنة وردود الفعل التي تلت الإلحاق إحدى الأسباب المساهمة في اندلاع الحرب العالمية الأولى.

## حرب الأعوام العشرة
بين عامي 1912 و1922، انخرطت صربيا في عددٍ من الحروب التي أودت بها إلى حافة الانهيار الشامل، لكنها انتهت بانتصار صربيا وتوسعها. خرجت صربيا منتصرة من حربي البلقان الأولى والثانية، وحظت بمناطق وأراضٍ حدودية لا بأس بها في منتصف البلقان، بل تضاعفت مساحة أراضيها إلى حد ما.

### حربا البلقان والتوسع
أدت المفاوضات بين روسيا وصربيا وبلغاريا إلى معاهدة التحالف الصربي البلغاري في شهر مارس عام 1912، والتي سعت إلى احتلال الإمبراطورية العثمانية وتقسيم مقدونيا التي خضعت لسلطتها. في شهر مايو، توصل الصرب واليونانيون إلى تحالفٍ، وفي شهر أكتوبر من عام 1912، وقع الصرب تحالفًا مع مونتينيغرو.
بعد اندلاع الحرب، احتلت صربيا –إلى جانب مونتينيغرو– كلًا من بريشتينا ونوفي بازار. هزم الصرب في معركة كومانوفو الجيشَ العثماني، وتقدموا لاحتلال إسكوبية وكامل ولاية كوسوفو. استولت مونتينيغرو على منطقة ميتوخيا (المعروفة باسم وادي دوكاغجيني بالنسبة لسكان ألبانيا الأصليين). أسست كتائب الجيش الصربي في بيتولا وأوخريد مراكز للتواصل مع الجيش اليوناني.
تغير عدد السكان الأصليين، الصرب والألبان، بناءً على الانتصارات العسكرية على الأرض. احتوت كوسوفو تركيبة سكانية متعددة الإثنيات، لذا أثارت الإدارات الجديدة للبلاد استجابات متفاوتة من طرف السكان. لم يرحب الألبان بالحكم الصربي الجديد، بينما اعتبرت الجماعات السكانية غير الألبانية (الصرب بالدرجة الأولى وعدد من السلاف الجنوبيين أيضًا) وصولَ الصرب بمثابة تحرير.
في التاسع والعشرين من شهر نوفمبر عام 1913، تأسست مقاطعة دراتشكي ضمن مملكة صربيا ضمن الجزء التابع للأراضي الألبانية التي انتزعها الصرب من قبضة الإمبراطورية العثمانية في حرب البلقان الأولى. تألفت المقاطعة من 4 مديريات، وهي دراس وليجه وإيلبصان وتيرانا.

## الخرائط

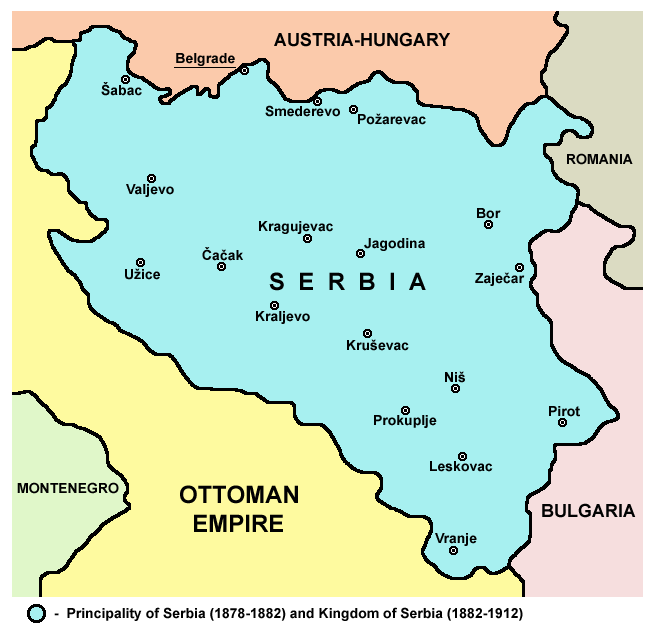
إمارة صربيا عام 1878
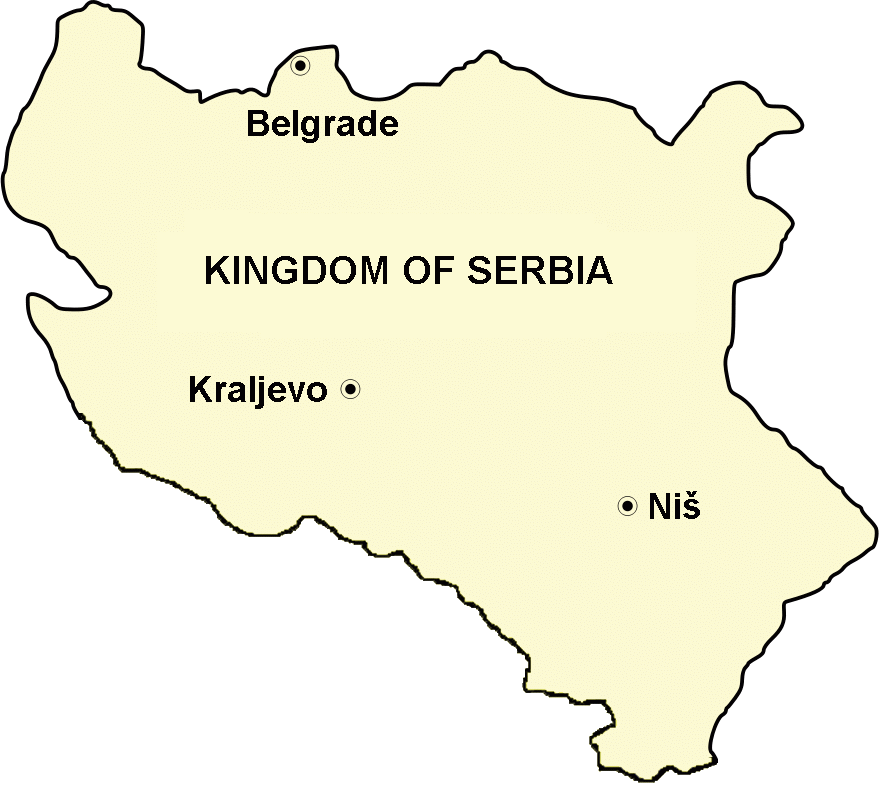
صربيا 1882 - 1912
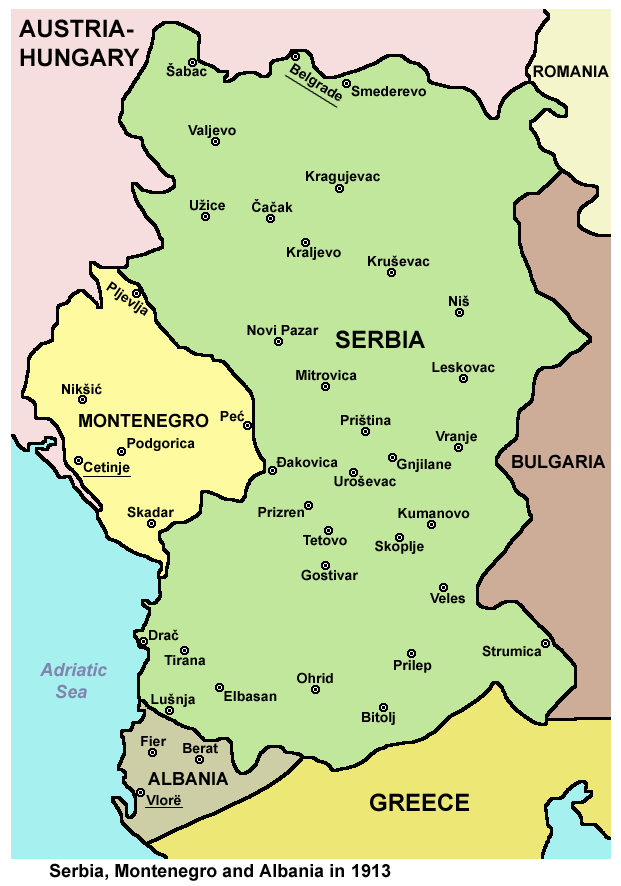
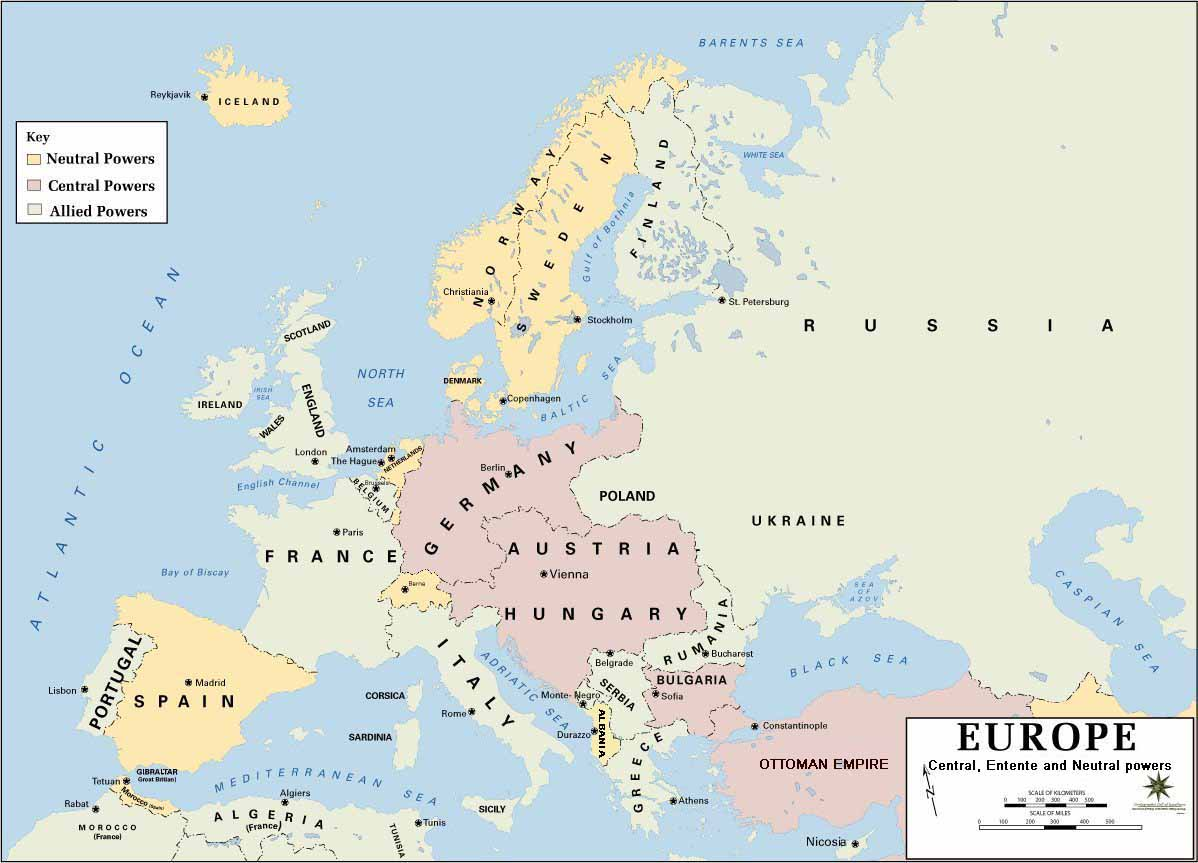
مملكة صربيا خلال الحرب العالمية الأولى
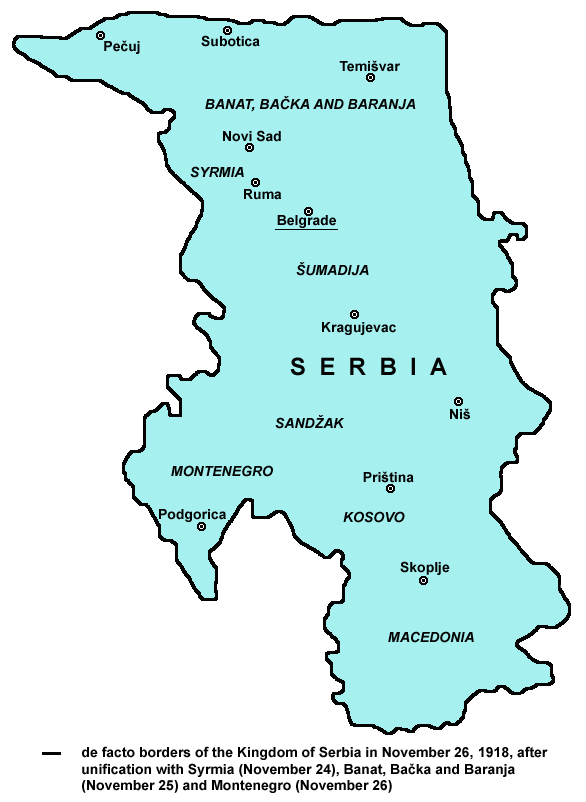